# Magazine Luiza
Magazine Luiza ist ein brasilianisches Einzelhandelsunternehmen mit Sitz in Franca (São Paulo). Magazine Luiza hat 1.113 Geschäfte in 819 Städten, die in 21 Bundesstaaten Brasiliens vorhanden sind. Vertriebszentren gibt es in São Paulo, Belo Horizonte, Florianópolis, Goiânia, Recife und Campinas.

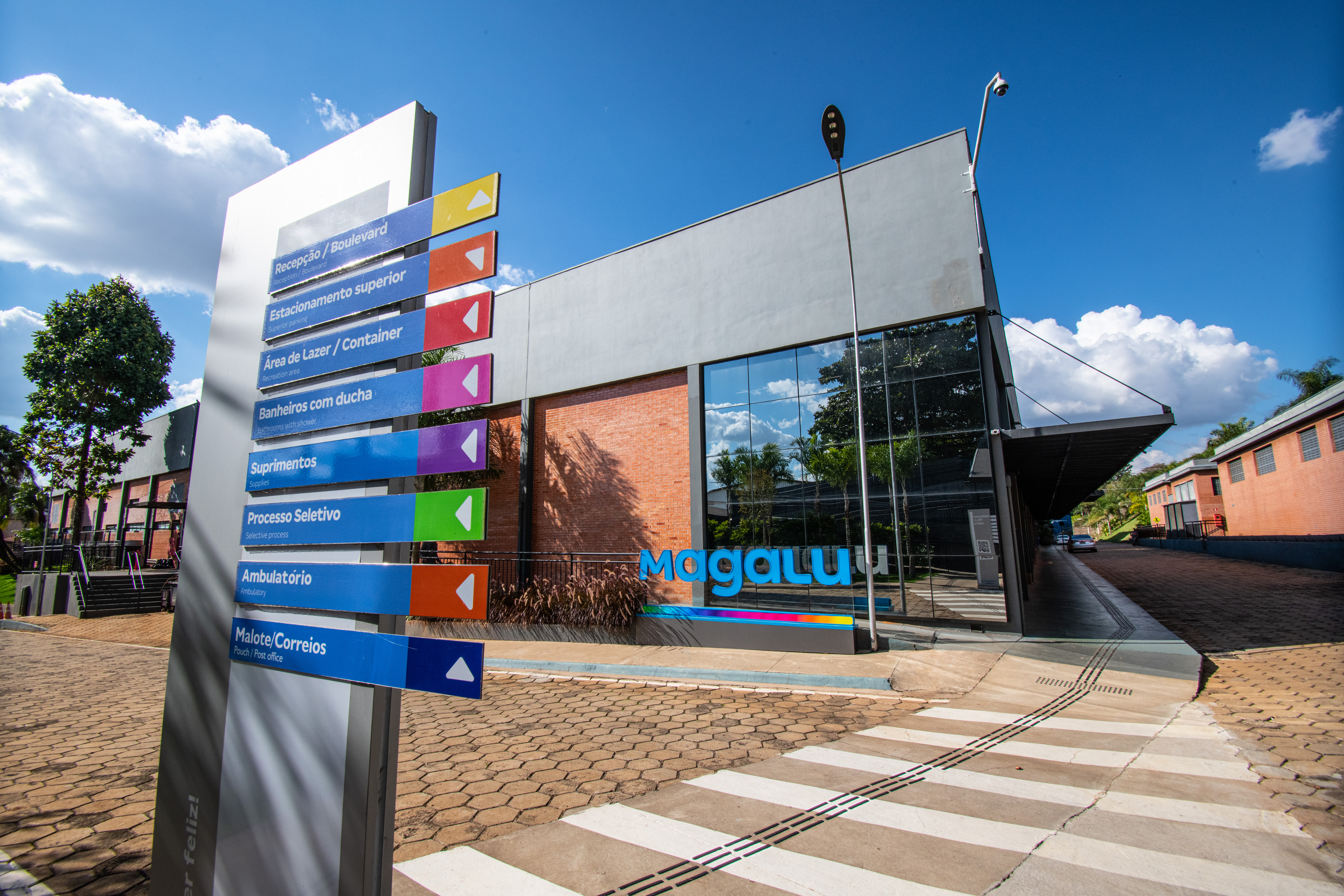
Verwaltung Magazine Luiza in Franca

## Geschichte
Die Firma wurde im Jahre 1957 von den Verkäufern Luiza und Pelegrino Donato gegründet. Am 16. November 1957 veranstalteten die Gründer im lokalen Radio einen Kulturwettbewerb, bei dem Kunden mit Vorschlägen zur Teilnahme eingeladen wurden. Und da Luiza eine sehr beliebte Verkäuferin in der Stadt war, wählten die Zuhörer ihren Namen. So entstand Magazin Luiza.
Im Jahre 1976 eröffnete Magazine Luiza mit der Übernahme von Lojas Mercantil seine ersten Filialen in Städten im Landesinneren des Bundesstaates São Paulo. Im Jahr 1983 begann die Expansion in den Bundesstaat Minas Gerais. Im Jahre 1991 übernahm Luiza Trajano, die Nichte des Gründers Luiza Trajano Donato, die Leitung des Unternehmens. Im Jahre 2003 wurde die Lojas Líder-Kette im Bundesstaat Campinas übernommen.
2005 wurde Luizaseg in Zusammenarbeit mit Cardif, einem Unternehmen der BNP Paribas Group, gegründet. Die Ketten Lojas Base, Kilar und Madol wurden in den Bundesstaaten Santa Catarina, Paraná und Rio Grande do Sul erworben. TV Luiza, Rádio Luiza und Portal Luiza wurden gegründet. 2010 wurde die Lojas Maia-Kette mit 136 Einheiten übernommen.
Im Jahre 2011 wurde das Unternehmen an der brasilianischen Börse BM&FBovespa notiert. Das Unternehmen erwarb die Kette Baú da Felicidade.
2012 wurde Chip Luiza eingeführt. Dieser bietet freien Zugang zu sozialen Netzwerken für Kunden mit niedrigem Einkommen an.

## Produkte
Die Aktivitäten des Unternehmens sind in vier Geschäftsbereiche unterteilt: Der Bereich Einzelhandel verkauft über physische Geschäfte und E-Commerce verschiedene Konsumgüter, darunter Haushaltsgeräte, Elektronik, Möbel, Kosmetika, Babypflegezubehör, Spielzeug und Sportartikel. Luizacred bietet Produkte wie Kreditkarten, Verbraucherkredite, Privatkredite und Gehaltsabrechnungskredite an. Luizaseg vertreibt Versicherungen und bietet eine erweiterte Produktgarantie an.
Consortium Management bietet Kunden über Consorcio Luiza Zugang zu seinen sogenannten Akkreditiven. Das Unternehmen besitzt mehrere Tochterunternehmen, darunter Magalog Servicos Logisticos Ltda. und Campos Floridos Comercio de Cosmeticos Ltda.